# Lista siturilor arheologice din județul Vâlcea - O
Lista siturilor arheologice din județul Vâlcea - O conține toate siturile arheologice din județul Vâlcea înscrise în Repertoriul Arheologic Național (RAN) și aflate în localități al căror nume începe cu litera O. RAN este administrat de Ministerul Culturii și Patrimoniului Național și cuprinde date științifice, cartografice, topografice, imagini și planuri, precum și orice alte informații privitoare la zonele cu potențial arheologic, studiate sau nu, încă existente sau dispărute.
Puteți căuta un sit din localitățile care încep cu litera O folosind formularul de mai jos sau puteți naviga prin toate siturile din județ la Lista siturilor arheologice din județul Vâlcea.
| Cod RAN                                   | Denumire | Localitate                                     | Adresă             | Datare             | Descoperit | Coordonate | Imagine           | Erori            |
| ----------------------------------------- | --- | ---------------------------------------------- | ------------------ | ------------------ | ---------- | ---------- | ----------------- | ---------------- |
| 171815.01.01                              | Situl arheologic de la Olanu / ansamblu anonim (Categorie: locuire civilă) (Tip: Așezare)                                   | sat Olanu, comuna Olanu                        |                    |                    |            |            | Încărcați imagine | Raportați eroare |
| 171815.01.02                              | Situl arheologic de la Olanu / ansamblu anonim (Categorie: locuire civilă) (Tip: Așezare)                                   | sat Olanu, comuna Olanu                        |                    |                    |            |            | Încărcați imagine | Raportați eroare |
| 170202.01.01 (Cod LMI: VL-I-m-B-09557.02) | Situl arheologic de la Olteanca / ansamblu anonim (Categorie: locuire civilă) (Tip: Așezare)                                | sat Olteanca, comuna Glăvile                   |                    |                    |            |            | Încărcați imagine | Raportați eroare |
| 170202.01.02 (Cod LMI: VL-I-m-B-09557.01) | Situl arheologic de la Olteanca / ansamblu anonim (Categorie: locuire civilă) (Tip: Așezare)                                | sat Olteanca, comuna Glăvile                   |                    |                    |            |            | Încărcați imagine | Raportați eroare |
| 168899.01.01 (Cod LMI: VL-I-m-B-09558.03) | Situl arheologic de la Olteni / ansamblu anonim (Categorie: locuire civilă) (Tip: Așezare)                                  | sat Olteni, comuna Bujoreni                    |                    |                    |            |            | Încărcați imagine | Raportați eroare |
| 168899.01.02 (Cod LMI: VL-I-m-B-09558.02) | Situl arheologic de la Olteni / ansamblu anonim (Categorie: locuire civilă) (Tip: Așezare)                                  | sat Olteni, comuna Bujoreni                    |                    | geto-dacică        |            |            | Încărcați imagine | Raportați eroare |
| 168899.01.03 (Cod LMI: VL-I-m-B-09558.01) | Situl arheologic de la Olteni / ansamblu anonim (Categorie: locuire civilă) (Tip: Așezare)                                  | sat Olteni, comuna Bujoreni                    |                    |                    |            |            | Încărcați imagine | Raportați eroare |
| 171888.01.01 (Cod LMI: VL-I-m-B-09559.03) | Situl arheologic de la Orlești / ansamblu anonim (Categorie: locuire civilă) (Tip: Așezare)                                 | sat Orlești, comuna Orlești                    |                    |                    |            |            | Încărcați imagine | Raportați eroare |
| 171888.01.02 (Cod LMI: VL-I-m-B-09559.02) | Situl arheologic de la Orlești / ansamblu anonim (Categorie: locuire civilă) (Tip: Așezare)                                 | sat Orlești, comuna Orlești                    |                    |                    |            |            | Încărcați imagine | Raportați eroare |
| 171888.01.03 (Cod LMI: VL-I-m-B-09559.01) | Situl arheologic de la Orlești / ansamblu anonim (Categorie: locuire civilă) (Tip: Așezare)                                 | sat Orlești, comuna Orlești                    |                    | geto-dacică        |            |            | Încărcați imagine | Raportați eroare |
| 170391.01.01                              | Fortificația hallstattiană de la Obislavu - "Dealu Muierii" / ansamblu anonim (Categorie: fortificație) (Tip: Fortificație) | sat Obislavu, comuna Grădiștea                 | Dealul Muierii     | XI-VIII a.Chr.     |            |            | Încărcați imagine | Raportați eroare |
| 170391.01.02                              | Fortificația hallstattiană de la Obislavu - "Dealu Muierii" / ansamblu anonim (Categorie: fortificație) (Tip: Fortificație) | sat Obislavu, comuna Grădiștea                 | Dealul Muierii     | sec.XIII-XI a.Chr. |            |            | Încărcați imagine | Raportați eroare |
| 171888.02.01                              | Așezarea Sălcuța de la Orlești- Valea Sâlei / ansamblu anonim (Categorie: locuire) (Tip: Așezare)                           | sat Orlești, comuna Orlești                    | Valea Sâlei        | Sălcuța            | 1966       |            | Încărcați imagine | Raportați eroare |
| 168194.03.01                              | Tell-ul Coțofeni de la Ocnița / ansamblu anonim (Categorie: tell) (Tip: Tell)                                               | localitate componentă Ocnița, oraș Ocnele Mari | Coasta Ungurenilor | Coțofeni           |            |            | Încărcați imagine | Raportați eroare |
| 168194.02.01 (Cod LMI: VL-I-m-B-09556.03) | Situl arheologic de la Ocnița / ansamblu anonim (Categorie: locuire civilă) (Tip: Așezare)                                  | localitate componentă Ocnița, oraș Ocnele Mari |                    |                    |            |            | Încărcați imagine | Raportați eroare |
| 168194.02.02 (Cod LMI: VL-I-m-B-09556.02) | Situl arheologic de la Ocnița / ansamblu anonim (Categorie: locuire civilă) (Tip: Așezare)                                  | localitate componentă Ocnița, oraș Ocnele Mari |                    | geto-dacică        |            |            | Încărcați imagine | Raportați eroare |
| 168194.02.03 (Cod LMI: VL-I-m-B-09556.01) | Situl arheologic de la Ocnița / ansamblu anonim (Categorie: locuire civilă) (Tip: Așezare)                                  | localitate componentă Ocnița, oraș Ocnele Mari |                    |                    |            |            | Încărcați imagine | Raportați eroare |